# Ніжинська міська територіальна громада
Ніжинська міська громада— територіальна громада в Україні, в межах Ніжинського району Чернігівської області. Адміністративний центр — місто Ніжин.
Площа громади — 105,58 км², населення — 70 581 мешканець (2018).. 
Утворена 19 листопада 2018 року шляхом приєднання територіальної громади села Кунашівка  Ніжинського району до Територіальної  громади міста Ніжин обласного значення.
Відповідно до розпорядження Кабінету Міністрів України № 730-р від 12 червня 2020 року «Про визначення адміністративних центрів та затвердження територій територіальних громад Чернігівської області», до складу громади була включена територія  територіальної громади села Переяслівка 
Ніжинського району .

## Населені пункти
До складу громади входять 1 місто (Ніжин) і 4 села: Кунашівка, Наумівське, Паливода та Переяслівка.

## Старостинський округ[4]
- Кунашівсько-Переяслівський (села Кунашівка, Наумівське, Паливода, Переяслівка)